# Jaime Cristóbal Abril González

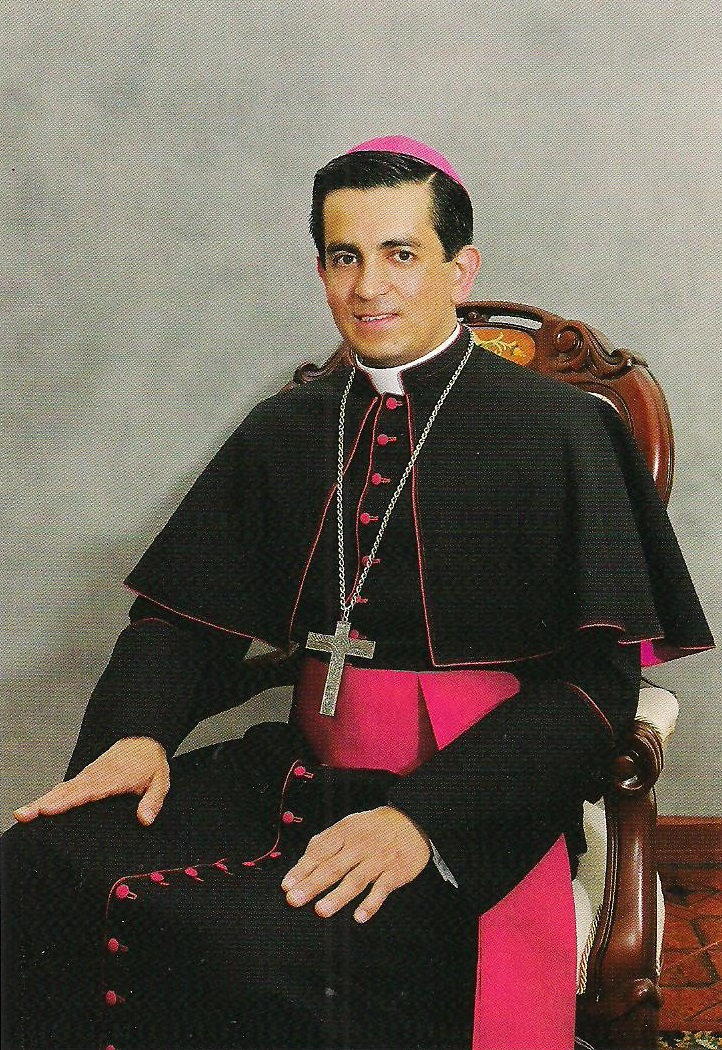
Jaime Cristóbal Abril González

Wappen von Jaime Cristóbal Abril González als Weihbischof

Jaime Cristóbal Abril González (* 17. Juli 1972 in El Espino, Kolumbien) ist ein kolumbianischer Geistlicher und römisch-katholischer Bischof von Arauca.

## Leben
Jaime Cristóbal Abril González empfing am 10. Februar 1996 das Sakrament der Priesterweihe für das Erzbistum Tunja.
Am 16. April 2016 ernannte ihn Papst Franziskus zum Titularbischof von Putia in Byzacena und zum Weihbischof in Nueva Pamplona. Die Bischofsweihe spendete ihm der Erzbischof von Nueva Pamplona, Luis Madrid Merlano, am 4. Juni desselben Jahres. Mitkonsekratoren waren der Erzbischof von Tunja, Luis Augusto Castro Quiroga IMC, und der Apostolische Nuntius in Kolumbien, Erzbischof Ettore Balestrero.
Papst Franziskus ernannte ihn am 18. November 2019 zum Bischof von Arauca. Die Amtseinführung fand am 12. Dezember desselben Jahres statt.